# Jan Ożdżyński
Jan Ożdżyński „Cwany Antek” (ur. 10 grudnia 1903 w Kunowie, zm. 1 września 1939 w Gdańsku) – harcmistrz, jedna z pierwszych ofiar II wojny światowej w Gdańsku.

## Życiorys
Syn Wojciecha, cieśli z zakładów ostrowieckich i Julianny. Od 1912 zamieszkał z rodzicami w Tomaszowie Mazowieckim. W 1914 został wysłany do Kijowa, gdzie od 1915 uczęszczał do Polskiego Gimnazjum i Szkoły Realnej Macierzy Szkolnej. Tam też zetknął się z ruchem skautowym. W 1917 powrócił z rodziną do Polski i zamieszkał w Pruszkowie. Wstąpił do II Pruszkowskiej Drużyny Harcerskiej im. Tadeusza Kościuszki i kontynuował naukę w szkole podstawowej. W trakcie nauki brał udział w wojnie polsko-bolszewickiej jako ochotnik plutonu harcerskiego, sformowanego przez Oskara Żawrockiego z wychowanków pruszkowskiej bursy.
Po zakończeniu wojny i demobilizacji, ukończył w 1922 szkołę podstawową i rozpoczął naukę w Gimnazjum im. Tomasza Zana w Pruszkowie. Po zdaniu matury w 1925 rozpoczął studia, których prawdopodobnie nie ukończył, na Wydziale Filozofii Uniwersytetu Warszawskiego.
W trakcie działalności w Związku Harcerstwa Polskiego (ZHP) w Pruszkowie współpracował Aleksandrem Kamińskim, był przybocznym w jego drużynie. W 1926 został mianowany przodownikiem (po zmianie stopni w 1927 podharcmistrzem).
Po ukończeniu w 1930 Szkoły Podchorążych Rezerwy Piechoty w Zambrowie i uzyskaniu awansu na plutonowego podchorążego, rozpoczął pracę jako nauczyciel w gimnazjum w Pruszkowie. Znajomość pięciu języków: rosyjskiego, angielskiego, niemieckiego, litewskiego i ukraińskiego oraz kolejne szkolenia wojskowe, które odbywał w wakacje 1934 i 1936 już jako podporucznik rezerwy spowodowały, że zainteresował się nim wywiad wojskowy.
W listopadzie 1937, na mocy tajnego rozkazu, został przeniesiony do 18. pułku piechoty w Skierniewicach. Było to czysto formalne przeniesienie, bowiem faktycznie został skierowany do Wolnego Miasta Gdańska, gdzie objął stanowisko korespondenta Polskiej Agencji Telegraficznej (PAT). Był także referentem w Polskiej Radzie Sportowej przy Gminie Polskiej Związku Polaków w Wolnym Mieście Gdańsku. Jako że Polska Rada Sportowa była przykrywką dla struktur Związku Strzeleckiego, które w Wolnym Mieście Gdańsku działały w konspiracji, Ożdżyński został włączony w prowadzenie szkoleń wojskowych, które miały przygotować gdańską Polonię do obrony polskich placówek lub współdziałania z Wojskiem Polskim w przypadku wkroczenia jego oddziałów do Wolnego Miasta Gdańska.
W Gdańsku ponownie zaangażował się w działalność harcerską. Został kierownikiem Referatu Zuchowego Komendy Chorągwi Harcerzy w Gdańsku, prowadził drużynę zuchową we Wrzeszczu, ale podlegały mu także wszystkie gromady zuchowe na terenie Wolnego Miasta Gdańska. Jako że przykładał dużą wagę do utrzymania stałego kontaktu z polonijnymi ośrodkami w mniejszych miejscowościach na terenie Wolnego Miasta Gdańska (głównie Ełganowo, Trąbki Wielkie, Piekło, Pszczółki), często podróżował motocyklem lub rowerem między miejscowościami i dzielnicami. Organizował przedstawienia dla rodziców swoich podopiecznych i publiczności, odczyty, gry terenowe. Z tego powodu zwany był „Cwanym Antkiem”. Był także reżyserem przedstawień: harcerskich jasełek w hotelu Karlshof (6 stycznia 1938), „Myśmy przyszłością narodu” – w ramach gdańskiego wieczorku harcerskiego (6 listopada 1938). Z powodu swojej aktywności był atakowany przez nazistowskich bojówkarzy, którzy obrzucali go kamieniami i rozciągali stalową linkę, by zrzucić go z motocykla.
Wraz z Oskarem Żawrockim włączył się również w tworzenie Harcerskich Oddziałów Bojowych, tajnej organizacji dywersyjnej wśród starszych harcerzy. Po tajnych szkoleniach wojskowych, które przeszedł w sierpniu i wrześniu 1938, został harcmistrzem (marzec 1939) i komendantem V (terenowego) Hufca Harcerzy.
W noc wybuchu II wojny światowej Jan Ożdżyński pełnił dyżur w biurze Polskiej Rady Sportowej w gmachu Dyrekcji PKP w Gdańsku. W gmachu tym, oprócz biur ZHP i Polskiej Rady Sportowej, mieściła się też m.in. nielegalna strzelnica i magazyny. Obiekt ten, jako jeden z ważniejszych dla Polonii budynków w WMG, został wyznaczony do zajęcia siłą przez jednostki niemieckie. Akcją dowodził SS-Obersturmführer Kurt Eimann.
Nad ranem 1 września 1939 Niemcy, po wkroczeniu do budynku Dyrekcji Kolei, aresztowali dyżurujących tam Polaków. Jednak Jana Ożdżyńskiego na miejscu zastrzelono. Według jednej z relacji, Jan Ożdżyński, na odgłos strzelaniny, wybiegł na korytarz. Biegnąc, nie zdążył zatrzymać się przed napastnikami i od razu został zastrzelony. Przypuszcza się, że nie chciał poddać napastnikom i próbował się bronić. Prawdopodobnie został potajemnie pochowany na Cmentarzu Zaspa. Powszechnie uważa się, że był jedną z pierwszych ofiar wojny, zamordowanych przez Niemców w Gdańsku. Była to też jedyna osoba, która poległa w Gdańsku w trakcie walk 1 września, poza Westerplatte czy Pocztą Polską.

## Życie prywatne
Z małżeństwa z Walerią Kruszyńską (od 1931), koleżanką z harcerstwa, miał dwie córki: Annę Barbarę (ur. 1934) i Ewę (ur. 1937). Mieszkali przy ul. Pańskiej 52 w Pruszkowie.

## Upamiętnienie
Jego nazwisko figuruje na tablicy, odsłoniętej w 1986, pamięci gdańskich harcerek i harcerzy poległych i pomordowanych w czasie II wojny światowej (Dom harcerza Gdańsk Za Murami 2/10), tablica poświęcona Janowi Ożdżyńskiemu znajduje się również na gmachu Północnej Dyrekcji Okręgowej Kolei Państwowych przy ul. Dyrekcyjnej w Gdańsku. W 2022 jego imię nadano ulicy w Gdańsku – Śródmieściu (między ul. Toruńską a ul. Grodza Kamienna).
Od 2014 pod tablicą poświęconą Janowi Ożdżyńskiemu na gmachu Północnej Dyrekcji Okręgowej Kolei Państwowych przy ul. Dyrekcyjnej w Gdańsku 1 września odbywają się uroczystości złożenia kwiatów nie tylko przez delegacje harcerzy oraz także przedstawicieli IPN i Muzeum II Wojny Światowej.